# Ebeba II
Ebeba II est un village de la région du Centre au Cameroun, localisé dans la commune de Mbankomo et le département de la Méfou-et-Akono.

## Population
En 1965, Ebeba II comptait 447 habitants, principalement des Ewondo.
Lors du recensement de 2005, ce nombre s'élevait à 799.